# Шевенок Демид Якович
Демид Якович Шевенок (29 серпня 1909, Ярославка — 3 липня 1986) — радянський офіцер-артилерист, Герой Радянського Союзу (1940), в роки радянсько-фінської війни командир батареї 137-го артилерійського полку 13-ї армії Північно-Західного фронту.

## Біографія
Народився 29 серпня 1909 року в селі Ярославці (нині Бобровицького району Чернігівської області) в селянській родині. Українець. Член ВКП(б) з 1942 року. Закінчив 7 класів. Працював у колгоспі.
У Червоній Армії з 1931 року. У 1936 році закінчив Одеське артилерійське училище. 
Учасник вторгнення СРСР до Польщі та радянсько-фінської війні 1939-1940 років.
На початку березня 1940 року розвідав і знищив дот противника, що перешкоджав просуванню батальйону. Указом Президії Верховної Ради СРСР від 7 квітня 1940 року «за зразкове виконання бойових завдань командування на фронті боротьби з фінською білогвардійщиною і проявлені при цьому відвагу і геройство» старшому лейтенанту Шевенку Демидові Яковичу присвоєно звання Героя Радянського Союзу з врученням ордена Леніна і медалі «Золота Зірка» (№ 313).
Учасник німецько-радянської війни. У 1944 році закінчив Військову академію імені Ф. Е. Дзержинського, а в 1945 році — Вищу офіцерську артилерійську школу. З 1953 року полковник Шевенок Д. Я. — в запасі, а потім у відставці. 

Могила Демида Шевенка

Жив у Києві. Працював заступником директора парку культури і відпочинку. Помер 3 липня 1986 року. Похований в Києві на Берковецькому кладовищі.

## Нагороди
Нагороджений орденом Леніна, орденами Червоного Прапора, Вітчизняної війни 1-го ступеня, двома орденами Червоної Зірки, медалями.